# Placidia
Placidia (441/442 – post 478) fu la figlia minore dell'augusto di Occidente Valentiniano III e di sua moglie, l'augusta Licinia Eudossia.

## Biografia
Il padre intendeva farla sposare con il giovane generale Maggioriano (450 circa), ma fu costretto dal generale Flavio Ezio a prometterla a suo figlio Gaudenzio. Dopo la morte di Ezio, nel 454, Valentiniano decise di farla sposare al patrizio Anicio Olibrio, ma nel 455 Valentiniano morì assassinato e Petronio Massimo prese brevemente il potere e lo perse a causa dei Vandali, che saccheggiarono la città di Roma; catturata Placidia fu portata l'anno successivo, insieme a sua madre e a sua sorella, a Cartagine, dove sua sorella Eudocia sposò Unerico, figlio del re vandalo Genserico.
Nel frattempo Olibrio si era rifugiato a Costantinopoli, dove Placidia poté raggiungerlo insieme alla propria madre solo dopo lunghi negoziati, e il matrimonio venne infine celebrato nel 461.
Fu madre della patrizia Anicia Giuliana, nata nel 463.
Una testa marmorea, che oggi si trova nel Musée Saint-Raymond di Tolosa, è stata identificata come un suo ritratto. Rappresenta una donna patrizia del VI secolo e proviene da Costantinopoli, dove è possibile che si trovasse nell'atrio della Basilica di San Polieucto, insieme ad un'altra statua, il cui busto si trova attualmente nel Metropolitan Museum di New York, che doveva rappresentare la figlia Anicia Giuliana, finanziatrice della ricostruzione della chiesa.

## Albero genealogico
|                                          |                               |                               | Genitori                          |  |  | Nonni |  |  | Bisnonni |  |  | Trisnonni |  |
|                                          |                               |                               |                                   |  |  |       |  |  | …        |  |  | …         |  |
|                                          |                               |                               |                                   |  |  |       |  |  | …        |  |  | …         |  |
|                                          |                               | …                             |                                   |  |  |       |  |  | …        |  |  |           |  |
| Costanzo III, imperatore romano          |                               |                               |                                   |  |  |       |  |  | …        |  |  |           |  |
|                                          |                               | …                             | …                                 |  |  |       |  |  |          |  |  |           |  |
|                                          |                               | …                             | …                                 |  |  |       |  |  |          |  |  |           |  |
|                                          |                               | …                             | …                                 |  |  |       |  |  |          |  |  |           |  |
| Valentiniano III, imperatore d'Occidente |                               | …                             |                                   |  |  |       |  |  |          |  |  |           |  |
|                                          |                               | Teodosio I, imperatore romano | Conte Flavio Teodosio             |  |  |       |  |  |          |  |  |           |  |
|                                          |                               | Teodosio I, imperatore romano | Conte Flavio Teodosio             |  |  |       |  |  |          |  |  |           |  |
|                                          |                               | Teodosio I, imperatore romano | Termanzia                         |  |  |       |  |  |          |  |  |           |  |
| Galla Placidia                           |                               | Teodosio I, imperatore romano |                                   |  |  |       |  |  |          |  |  |           |  |
|                                          |                               | Galla                         | Valentiniano I, imperatore romano |  |  |       |  |  |          |  |  |           |  |
|                                          |                               | Galla                         | Valentiniano I, imperatore romano |  |  |       |  |  |          |  |  |           |  |
|                                          |                               | Galla                         | Giustina                          |  |  |       |  |  |          |  |  |           |  |
| Galla Placidia                           |                               | Galla                         |                                   |  |  |       |  |  |          |  |  |           |  |
|                                          | Arcadio, imperatore d'Oriente | Teodosio I, imperatore romano |                                   |  |  |       |  |  |          |  |  |           |  |
|                                          | Arcadio, imperatore d'Oriente | Teodosio I, imperatore romano |                                   |  |  |       |  |  |          |  |  |           |  |
|                                          | Arcadio, imperatore d'Oriente | Elia Flaccilla                |                                   |  |  |       |  |  |          |  |  |           |  |
| Teodosio II, imperatore d'Oriente        | Arcadio, imperatore d'Oriente |                               |                                   |  |  |       |  |  |          |  |  |           |  |
|                                          |                               | Elia Eudossia                 | Flavio Bautone                    |  |  |       |  |  |          |  |  |           |  |
|                                          |                               | Elia Eudossia                 | Flavio Bautone                    |  |  |       |  |  |          |  |  |           |  |
|                                          |                               | Elia Eudossia                 | …                                 |  |  |       |  |  |          |  |  |           |  |
| Licinia Eudossia                         |                               | Elia Eudossia                 |                                   |  |  |       |  |  |          |  |  |           |  |
|                                          |                               | Leonzio                       | …                                 |  |  |       |  |  |          |  |  |           |  |
|                                          |                               | Leonzio                       | …                                 |  |  |       |  |  |          |  |  |           |  |
|                                          |                               | Leonzio                       | …                                 |  |  |       |  |  |          |  |  |           |  |
| Elia Eudocia                             |                               | Leonzio                       |                                   |  |  |       |  |  |          |  |  |           |  |
|                                          |                               | …                             | …                                 |  |  |       |  |  |          |  |  |           |  |
|                                          |                               | …                             | …                                 |  |  |       |  |  |          |  |  |           |  |
|                                          |                               | …                             | …                                 |  |  |       |  |  |          |  |  |           |  |
|                                          |                               | …                             |                                   |  |  |       |  |  |          |  |  |           |  |